# Canton de Lubersac
Le canton de Lubersac est une ancienne division administrative française située dans le département de la Corrèze, en région Limousin.

## Histoire
Le canton de Lubersac est l'un des cantons de la Corrèze créés en 1790, en même temps que la plupart des autres cantons français. Il a d'abord été rattaché au district d'Uzerche avant de faire partie de l'arrondissement de Brive-la-Gaillarde.

### Redécoupage cantonal de 2014-2015
Par décret du 24 février 2014, le nombre de cantons du département passe de 37 à 19, avec mise en application aux élections départementales de mars 2015. Le canton de Lubersac est supprimé à cette occasion. Ses douze communes sont alors rattachées au canton d'Uzerche.

## Géographie
Ce canton était organisé autour de Lubersac dans l'arrondissement de Brive-la-Gaillarde. Son altitude variait de 215 m (Beyssac) à 483 m (Saint-Martin-Sepert) pour une altitude moyenne de 386 m.

## Représentation

### Conseillers généraux de 1833 à 2015
| Période | Période      | Identité                                | Étiquette    | Qualité |
| ------- | ------------ | --------------------------------------- | ------------ | --- |
| 1833    | 1850 (décès) | François-Magloire de Beaune (1781-1850) |              | Propriétaire de Lortholary, à Montgibaud Juge de Paix du canton de Lubersac Maire de Montgibaud de 1809 à 1844                                      |
| 1851    | 1852         | Antoine-Auguste Doussaud                |              | Notaire à Chambon-sur-Voueize (Creuse) |
| 1852    | 1858         | Jules Antoine Quentin Lespinas          |              | Docteur en médecine à Lubersac |
| 1858    | 1880         | Joseph Brunet                           | Conservateur | Juge d'instruction au Tribunal de la Seine Sénateur (1876-1885) Président du Conseil général (1871-1878)                                            |
| 1880    | 1892         | Émile Doussaud                          | Républicain  | Avocat Maire de Lubersac |
| 1892    | 1898         | Guillaume Marbouty                      | Républicain  | Maire de Lubersac, ancien conseiller d'arrondissement                                                                                               |
| 1898    | 1924 (décès) | Gustave Debord                          | Rad. puis RG | Docteur à Lubersac |
| 1924    | 1940         | Joseph Blanc                            | Rad.ind.     | Ingénieur agricole Nommé conseiller départemental en 1942                                                                                           |
|         |              |                                         |              | |
| 1945    | 1970         | Marcel Chastanet                        | Rad.         | Banquier Maire de Lubersac (1925-?), ancien conseiller d'arrondissement                                                                             |
| 1970    | 2000 (décès) | Jean Decaie                             | DVD puis RPR | Docteur vétérinaire, ingénieur agronome Maire de Lubersac (1971-1995)                                                                               |
| 2000    | 2015         | Jean-Pierre Decaie (fils du précédent)  | DVD puis UMP | Exploitant agricole Maire de Lubersac (1995-2020) Président de la communauté de communes Lubersac-Auvézère Ancien vice-président du Conseil général |

### Conseillers d'arrondissement (de 1833 à 1940)
| Période                                  | Période          | Identité                                    | Étiquette                | Qualité |
| ---------------------------------------- | ---------------- | ------------------------------------------- | ------------------------ | --- |
| 1833                                     | 1848             | François Donnet (de) Fontrobert (1791-1866) |                          | Maréchal des Logis aux gardes du corps compagnies de Noailles Maire de Saint-Sornin                         |
|                                          |                  |                                             |                          | |
| 1880                                     | 1886             | Guillaume Marbouty                          | Républicain              | Adjoint au maire de Lubersac, suppléant du juge de paix                                                     |
|                                          |                  |                                             |                          | |
|                                          | 1891 (démission) | M. Latreille                                |                          | Nommé percepteur à Pompadour                                                                                |
|                                          |                  |                                             |                          | |
| 1895                                     |                  | M. Authier                                  | Républicain progressiste | |
| 1907                                     |                  | M. Belière                                  | Radical                  | Maire de Lubersac                                                                                           |
|                                          |                  |                                             |                          | |
| 1925                                     | 1940             | Marcel Chastanet                            | Radical                  | Banquier, maire de Lubersac                                                                                 |
| 1940                                     |                  |                                             |                          | Les conseils d'arrondissement ont été suspendus par la loi du 12 octobre 1940 et n'ont jamais été réactivés |
| Les données manquantes sont à compléter. |                  |                                             |                          | |

## Composition
Le canton de Lubersac regroupait douze communes et comptait 7 141 habitants au 1er janvier 2012.
| Nom                       | Code Insee | Intercommunalité                 | Superficie (km2) | Population (dernière pop. légale) | Densité (hab./km2) |
| ------------------------- | ---------- | -------------------------------- | ---------------- | --------------------------------- | ------------------ |
| Lubersac (siège)          | 19121      | CC du Pays de Lubersac-Pompadour | 57,46            | 2 233 (2014)                      | 39                 |
| Arnac-Pompadour           | 19011      | CC du Pays de Lubersac-Pompadour | 15,09            | 1 136 (2014)                      | 75                 |
| Benayes                   | 19022      | CC du Pays de Lubersac-Pompadour | 23,12            | 242 (2014)                        | 10                 |
| Beyssac                   | 19024      | CC du Pays de Lubersac-Pompadour | 21,32            | 630 (2014)                        | 30                 |
| Beyssenac                 | 19025      | CC du Pays de Lubersac-Pompadour | 18,30            | 374 (2014)                        | 20                 |
| Montgibaud                | 19144      | CC du Pays de Lubersac-Pompadour | 13,99            | 236 (2014)                        | 17                 |
| Saint-Éloy-les-Tuileries  | 19198      | CC du Pays de Saint-Yrieix       | 9,13             | 109 (2014)                        | 12                 |
| Saint-Julien-le-Vendômois | 19216      | CC du Pays de Lubersac-Pompadour | 23,29            | 258 (2014)                        | 11                 |
| Saint-Martin-Sepert       | 19223      | CC du Pays de Lubersac-Pompadour | 15,71            | 302 (2014)                        | 19                 |
| Saint-Pardoux-Corbier     | 19230      | CC du Pays de Lubersac-Pompadour | 17,44            | 399 (2014)                        | 23                 |
| Saint-Sornin-Lavolps      | 19243      | CC du Pays de Lubersac-Pompadour | 15,36            | 872 (2014)                        | 57                 |
| Ségur-le-Château          | 19254      | CC du Pays de Saint-Yrieix       | 9,48             | 205 (2014)                        | 22                 |

## Démographie
| 1962  | 1968  | 1975  | 1982  | 1990  | 1999  | 2006  | 2011  | 2012  |
| ----- | ----- | ----- | ----- | ----- | ----- | ----- | ----- | ----- |
| 9 405 | 8 906 | 8 449 | 8 186 | 7 706 | 7 318 | 7 359 | 7 210 | 7 141 |